# Educación en Bahamas

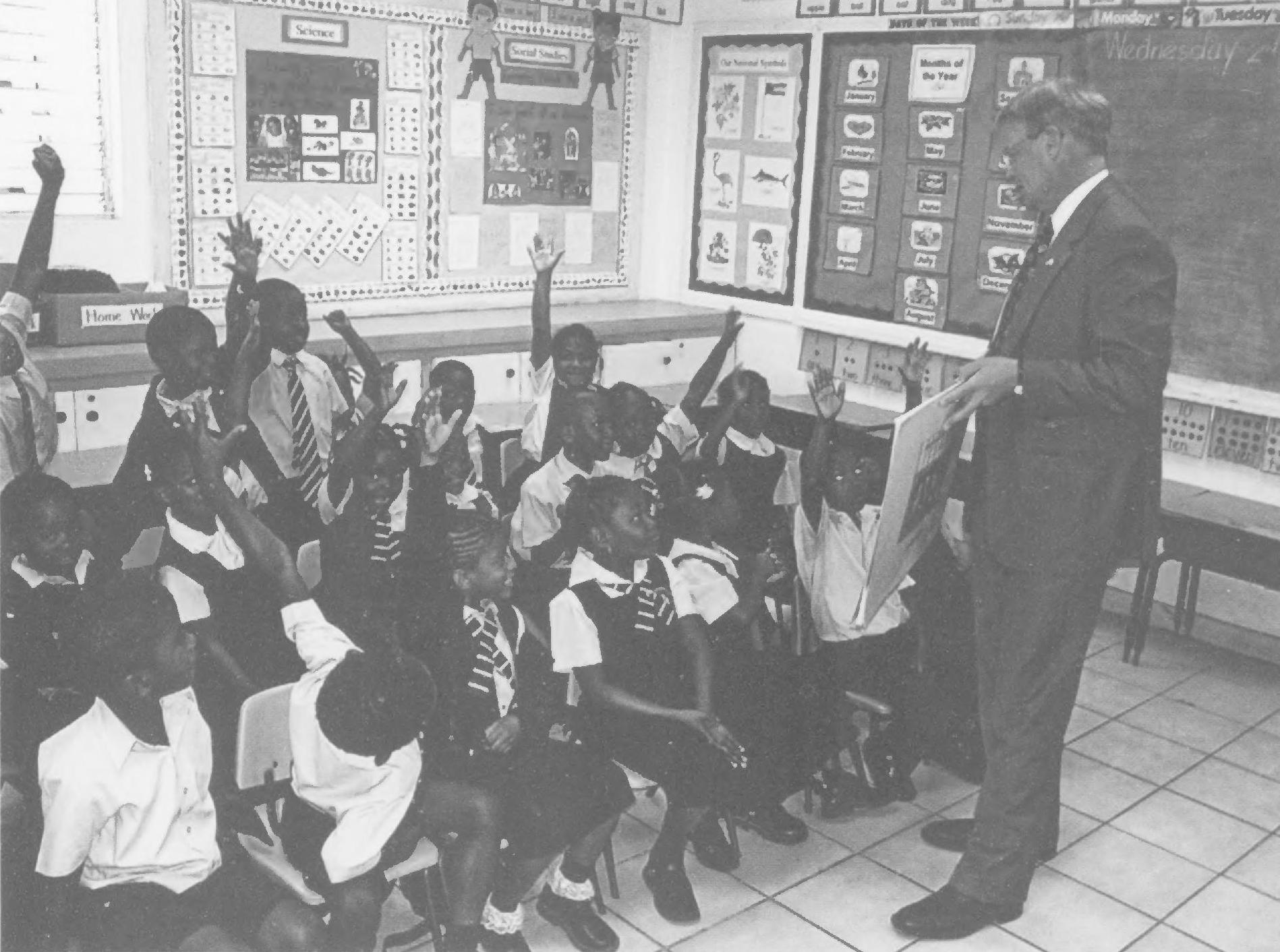
Aula de clases en Bahamas.

La educación en Bahamas es obligatoria entre los cinco y los dieciséis años y se basa en el sistema educativo británico. De acuerdo a la Ley de educación de 1962, revisada en 1996, el Ministerio de Educación está a cargo de la dirección y supervisión de todos los centros educativos, públicos y privados.
El gobierno bahameño invierte el 20% de su presupuesto en educación y maneja las tres cuartas partes de los centros educativos.
La alfabetización del país caribeño varía desde un mínimo del 85 % (alfabetización funcional) hasta un máximo del 98 %.
En los últimos años se incorporaron tecnologías en el sector educativo público y privado, instalando laboratorios de computación y alfabetización electrónica en todos los centros escolares.